# Eötvös-verseny
Az Eötvös-verseny az Eötvös Loránd Fizikai Társulat fizikaversenye.
Az évente megrendezésre kerülő versenyre hagyományosan októberben kerül sor. A versenyen azok a diákok vehetnek részt, akik vagy középiskolai tanulók, vagy a verseny évében fejezték be középiskolai tanulmányaikat. Nemcsak magyar állampolgárságú versenyzők indulhatnak, hanem Magyarországon tanuló külföldi diákok, valamint külföldön tanuló, de magyarul értő diákok is. A megoldásokat magyar nyelven kell elkészíteni, a rendelkezésre álló idő 300 perc. Minden írott vagy nyomtatott segédeszköz használható, de hagyományos (nem programozható) zsebszámológépen kívül minden elektronikus eszköz használata tilos.
A feladatok a klasszikus fizikai témájúak, a (tagozatos vagy szakkörökön feldolgozott) középiskolai anyagon nem lépnek túl, és középiskolai matematikai módszerekkel is megoldhatók. A feladatok szövege rövid, a megoldás nem "vezetett", általában többféle úton is megkapható. A nehézséget inkább a feladat megértése és a megfelelő megoldási út megtalálása, mintsem a levezetések és számítások végigvitele jelenti.
A verseny a Kürschák József Matematikai Tanulóversennyel közös gyökerekkel rendelkezik: 1894-ben indult útnak a Mathematikai és Physikai Társulat szervezésében. Kezdetben a versenyen még matematika és fizika feladatok is voltak. Később a verseny tisztán matematikaverseny lett, Eötvös Loránd halála után Eötvös Loránd matematikai tanulóverseny néven. 1916-tól Károly Iréneusz József alapítványából külön fizikaversenyt rendeztek, amelyet róla neveztek el. A második világháború után a Mathematikai és Physikai Társulat kettévált Bolyai János Matematikai Társulattá és Eötvös Loránd Fizikai Társulattá, így 1949-ben a fizikaverseny éledt újjá Eötvös-verseny néven, a matematikaversenyek pedig Kürschák-verseny néven folytatódtak.